# Angiodermitis necrosante
La angiodermitis necrótica o necrosante es una enfermedad vascular consistente en una microangiopatía no inflamatoria asociada a una trombosis arteriolar (arterioloesclerosis), provocando úlceras de pierna hiperálgicas de instalación brutal (en ocasiones tras un traumatismo local mínimo). Tras la aparición de una placa eritematosa sigue la formación de úlceras de tendencia necrotizante de localización maleolar
Aparecen de forma típica en mujeres en la tercera edad afectadas de hipertensión arterial (compensada o no) y a veces diabetes mellitus.
Produce un dolor intenso, dificultando el sueño y el estado general.